# Slaget ved Bardia
Slaget ved Bardia blev udkæmpet mellem den 3. og 5. januar 1941, som led i Operation Compass, den første militære operation i Ørkenkrigen under 2. Verdenskrig. Det var det første slag i krigen hvor en australsk enhed tog del, den første som blev ledet af en australsk general og den første som blev planlagt af en australsk stab. Generalmajor Iven Mackays 6. australske division angreb den kraftigt forsvarede italienske fæstning Bardia i Libyen støttet af ild fra flådeskibe og under dækning af artilleri. Den 16. infanteribrigade angreb ved daggry fra vest, hvor man vidste at forsvaret var svagt. ingeniørtropper sprængte huller i pigtråden med Bangalore torpedoer og opfyldte og nedbrød siderne i kampvognsspærringer med hakker og skovle. Dette banede vej for infanteriet og 23 Matilda II kampvogne fra 7. Royal Tank Regiment til at trænge ind i fæstningen og erobre alle deres mål og tage 8.000 fanger.
I den anden fase af operationer udnyttede den 17. australske brigade hullet i forsvarsringen og trængte sydpå til en sekundær forsvarslinje, kaldet Switch Line. På 2. dagen erobrede 16. infanteribrigade byen Bardia og skar fæstningen over i to. Tusinder af fanger blev taget og den italienske garnison holdt nu kun ud i den nordligste og sydligste del af fæstningen. På 3. dagen rykkede 19. australske brigade sydpå fra Bardia, med støtte fra artilleri og Matilda kampvogne, af hvilke der nu kun var 6 tilbage. Dens fremrykning gav 17. infanteribrigade mulighed for også at gøre fremskridt og de to brigader nedkæmpede den sydlige sektor i fæstningen. I mellemtiden overgav den italienske garnison i den nordligste del af fæstningen sig til 16. infanteribrigade og støttegruppen fra den britiske 7. pansrede division udenfor fæstningen. I alt blev der taget 36.000 italienere til fange.
Sejren ved Bardia gjorde det muligt for de allierede styrker at fortsætte fremrykningen ind i Libyen og til sidst erobret næsten hele Cyrenaica. Dette førte senere til Unternehmen Sonnenblume - den tyske intervention i kampene i Nordafrika, hvilket ændrede krigens natur i dette kampområde. Bardia gav den australske hær et løft i kompetence og ry. Måske vigtigst af alt gav det håbet om en endelig allieret sejr et løft, hvilket førte til at Lend-Lease loven blev vedtaget i De forenede Stater.

## Baggrund

### Italiens invasion af Egypten
Italien erklærede krig mod Storbritannien og Frankrig den 10. juni 1940. Op til den italienske koloni Libyen lå kongeriget Egypten. Selv om det var et neutralt land, var Egypten besat af britiske tropper i overensstemmelse med den Anglo-Egyptiske traktat af 1936, som tillod britiske militærstyrker at besætte Egypten hvis Suez-kanalen var truet. En række angreb over grænsen og træfninger ved grænsen begyndte mellem Libyen og Egypten. Den 13. september trængte en italiensk styrker over grænsen og ind i Egypten hvor den nåede Sidi Barrani den 16. september, hvor fremrykningen blev stoppet indtil logistiske vanskeligheder kunne blive løst.
Italiens placering midt i Middelhavet gjorde det uacceptabelt hasarderet at sende skibe fra Storbritannien til Egypten ad den vej, så britiske forstærkninger og forsyninger til området måtte sendes rundt om Kap det gode håb. Af denne grund var det lettere at forstærke general Archibald Wavells Mellemøstlige kommando med tropper fra Australien, New Zealand og Indien. Selv om Storbritannien var truet af invasion efter slaget om Frankrig og der var et stort behov for at genudruste British Expeditionary Force efter dens tab ved evakueringen fra Dunkerque, blev der alligevel sendt tropper og forsyninger til Mellemøsten. En konvoj, som forlod Storbritannien i august 1940 bragte kanoner, forsyninger, ammunition og tre pansrede regimenter heriblandt 7. Royal Tank Regiment, som var udstyret med Matilda II kampvogne.
Den 9. december 1940 angreb Western Desert Force under kommando af generalmajor Richard O'Connor den italienske stilling ved Sidi Barrani. Stillingen blev taget, 38.000 italienske tropper blev taget til fange og resten af den italienske styrke blev drevet tilbage. Western Desert Force forfulgte italienerne ind i Libyen og 7. pansrede division placerede sig vest for Bardia, og afskar forbindelse over land mellem den stærke italienske garnison der og Tobruk. Den 11. december besluttede Wavell at trække 4. indiske division tilbage og sende den til Sudan for at deltage i felttoget i Østafrika. Generalmajor Iven Mackays  6. australske division blev sendt frem fra Egypten for at afløse den. Mackay overtog kommandoen i området den 21. december 1940.

### Geografi
I modsætning til det Store sandhav, er den kystnære del af den libyske ørken stenet i stedet for sandet, men den er ikke mindre tør, og rummer ikke meget vegetation. Nær ved kysten er området gennemskåret af wadier. Militærkøretøjer kunne køre gennem den stenede ørken uden større problemer, selv om heden, støvet og vinden hurtigt sled dem ned. Fordi området var så tyndt befolket kunne bomber og granater bruges med minimal risiko for civile tab. Vinternætter kunne være meget kolde, mens dagene stadig kunne være ubehageligt varme. Der var næsten ingen mad eller vand, og ikke megen ly fra kulden, heden og vinden. Ørkenen var imidlertid forholdsvis fri for sygdomme.

## Planlægning og forberedelse

### Italien
Efter katastrofen ved Sidi Barrani og tilbagetrækningen fra Egypten stod generalløjtnant Annibale Bergonzolis 23. korps i en stærk forsvarsstilling ved Bardia overfor briterne. Mussolini skrev til Bergonzoli: "Jeg har givet Dem en svær opgave, men en som passer til Deres mod og erfaring som en gammel og frygtløs soldat - opgaven med at forsvare fæstningen Bardia til det sidste. Jeg er sikker på at 'Elektriske skæg' og hans modige soldater vil stå fast for enhver pris, trofaste til det sidste." Bergonzoli svarede: "Jeg er opmærksom æren, og jeg har i dag gentaget Deres meddelelse til mine tropper - kort og utvetydelig. I Bardia er vi, og her bliver vi."
Bergonzoli havde omkring 45.000 soldater under sin kommando. De italienske divisioner, som forsvarede forsvarsringen omkring Bardia omfattede resterne af fire divisioner. Den nordlige ("Gerfah") sektor blev holdt af 2. "28. oktober" sortskjorte division. Den centrale "Ponticelli" sektor forsvaredes af 1. "23. marts" sortskjorte division og dele af 62. "Marmarica" infanteridivision mens den sydlige "Mereiga" sektor blev forsvaret af 63. "Cirene" infanteridivision og resten af 62. "Marmarica" infanteridivision.  Bergonzoli havde også resterne af den opløste 64. "Catanzaro" infanteridivision, omkring 6.000 grænsegendarmeri tropper, tre kompagnier Bersaglieri, dele af det afsiddede Vittorio Emanuele kavaleriregiment og et maskingeværkompagni fra 60. "Sabratha" infanteridivision.
Disse divisioner forsvare den 29 km lang forsvarsring, som havde en næsten kontinuert panserværns grøft, omfattende pigtrådsspærringer og en dobbelt række af befæstninger. Befæstningerne lå med omkring 700 meter mellemrum. Hver havde sin egen panserværnsgrøft, som var skjult under tynde brædder. De var alle udstyret med en eller to 47 mm panserværns kanoner og 2-4 maskingeværer. Våbnene var placeret i skydestillinger med betonsider, som var forbundne med en dyb undergrunds beton-bunker, som ydede beskyttelse mod artilleribeskydning. Skyttegravene havde imidlertid ingen trin hvorfra man kunne skyde, og skydestillingerne manglede overdækning. Hver post var bemandet med en deling eller et kompagni. Den indre række af poster var bygget på samme måde, bortset fra at de ikke havde panserværnsgrøfter. Posterne var nummereret sekventielt fra syd til nord hvor de ydre poster havde de ulige og de indre poster de lige numre. Australierne kendte de præcise antal fra markeringer på kort, som var blevet erobret ved Sidi Barrani og kunne også ses på posterne selv. I det sydlige hjørne var der en tredje række af poster, kaldet Switch Linjen. Der var seks minefelter og spredte miner foran nogle af de andre poster. Den største taktiske fejl ved dette forsvarssystem var, at hvis fjenden brød igennem kunne posterne erobres en efter en forfra eller bagfra.
Forsvaret blev støttet af et kraftig artilleri, som omfattede 41 Breda Model 35 20 mm antiluftskytskanoner; 85 47 mm panserværns kanoner; 26 Solothurn S-18/1000 panserværns rifler; 41 Cannone da 65/17 modello 13 65 mm infanteristøtte kanoner; 147 Cannone da 75/32 modello 37 75 mm og 77 mm feltartilleri; 76 Skoda 100 mm Model 1916 og Canon de 105 mle 1913 Schneider 105 mm kanoner og 27 120 mm og Obice da 149/12 modello 14 149 mm mellemsvære haubitser. De mange forskellige modeller, hvoraf mange var ret gamle, gav problemer med forsyning af reservedele. De ældre kanoner havde ofte slidte løb, hvilke skabte problemer med præcisionen. Ammunitionslagrene var ligeledes gamle, og måske så mange som to-tredjedele af tændsatserne var forældede, hvilke førte til et alt for stort antal blindgængere. Der var også forskellige modeller af maskingeværer med syv forskellige slags ammunition i brug. Breda 30, det vigtigste lette maskingevær, havde en lav skudhyppighed og havde ry for at blokere.  Fiat-Revelli Modello 1914 var et tungt og kompliceret våben, som også havde tendens til at blokere. Nogle af dem var blevet ombygget som Fiat-Revelli Modello 1935 som, selv om de var en forbedring, stadig var upålidelige. Det vigtigste mellemsvære maskingevær - Breda M37 - havde to svagheder, hvor af den vigtigste var at den brugte 20-skuds striber af patroner, hvilket gav den en reduceret skudhyppighed. Mangel på råmaterialer sammen med en øget teknologisk forfinelse af moderne våben førte til produktionsproblemer som forhindrede forsøg på at forsyne hele den italienske hær med det bedst til rådighed stående udstyr. Resultatet var at de italienske forsvareres ildkraft hverken var så stor eller så effektiv, som den skulle have været.
Som en mobil reserve havde italienerne 13 M13/40 kampvogne og 115 L3/35 tanketter. Mens L3'erne var generelt ubrugelige, var M13/40s effektive middelsvære kampvogne med fire maskingeværer og 47 mm  panserværnskanon i et roterende tårn, og de var "på mange måder på lige fod med britiske kampvogne". Men deres 20 mm  pansring, som ganske vist var langt tykkere end den på tanketterne, kunne gennembrydes af de britiske 2 punds granater, og tanketterne kunne ikke hamle op med briternes Matilda II pansring eller ildkraft. Ingen af kampvognene ved Bardia havde radio, hvilket gjorde en koordineret indsats vanskelig.
Bergonzoli vidste, at hvis Bardia og Tobruk holdt ud, måtte et britisk fremstød længere ind i Libyen til sidst slå fejl på grund af de logistiske vanskeligheder ved at forsyne en styrke i ørkenen over lange landbaserede forsyningslinjer. Da han ikke vidste hvor længe han skulle holde ud, var Bergonzoli nødt til at rationere sine lagre af mad og vand så O'Connor ikke bare kunne sulte ham til overgivelse. Som følge heraf blev italienernes moral svækket af sult og tørst - udover den svækkelse som nederlaget ved Sidi Barrani allerede havde forårsaget. De medicinske forhold underminerede ligeledes moralen - især lus og dysenteri som følge af dårlige kloakforhold.

### Allierede
6. australske division var blevet opstillet i september 1939 som del af en ekspeditionsstyrke - den anden australske imperiestyrke. Den australske premierminister Robert Menzies gav ordre til at at alle poster i divisionen skulle tildeles reservister frem for linjeofficerer, som offentligt havde kritiseret højresfløjspolitikernes forsvarspolitik. Denne politik havde favoriseret Royal Australian Navy, som fik hovedparten af forsvarsbudgettet i mellemkrigsårene. Resultatet var, at da krigen brød ud, var hærens udstyr fra 1. verdenskrig og fabrikkerne kunne kun fremstille håndvåben. Heldigvis var disse våben fra 1. verdenskrig, Lee-Enfield riflen og Vickers maskingeværet, solide og pålidelige våben, som forblev i tjeneste under hele krigen. De blev suppleret med de mere moderne Bren maskingeværer. Det meste af det øvrige udstyr var forældet, og skulle have været udskiftet, men der var behov for nye fabrikker til at fremstille de nyeste ting, såsom 76 mm morterer, 25 punds kanoner og motorcykler, og det tog lang tid inden regeringen godkendte byggeriet af dem. 6. divisions træning i Palæstina var nok "ihærdig og realistisk", men var hæmmet af mangel på udstyr. Disse mangler blev efterhånden dækket med leverancer fra britiske kilder. Ligeledes var den 3. eskadrille fra RAAF blevet sendt afsted til Mellemøsten uden fly eller udstyr, som måtte leveres fra Royal Air Force, på bekostning af dets egne eskadriller.
Trods rivaliseringen mellem linje og reserveofficerer var 6. divisions stab en effektiv organisation. Brigadegeneral John Harding, stabschefen i 13. korps, som Western Desert Force blev omdøbt til den 1. januar 1941, havde studeret på Staff College, Camberley sammen med Mackays stabschef, oberst Frank Berryman, på et tidspunkt hvor O'Connor havde været instruktør på skolen. Harding vurderede senere 6. divisions stab til at være "så god som nogen jeg mødte under krigen, og yderst effektiv." Den australske militærdoktrin lagde vægt på betydningen af initiativ blandt de laverestående officerer, og selv små enheder blev trænet i aggressiv patruljer, især om natten.
Da den gik i stilling omkring Bardia i december 1940, havde 6. divisino stadig mangler. Den havde kun to af sine tre artilleriregimenter og kun 2/1. feltregiment var udstyret med nye 25-punds kanoner, som den havde modtaget samme måned. 2/2. feltregiment var stadig udstyret med 12 18-punds og 12 4,5 tomme haubitser. Kun A eskadronen af 2/6. kavaleriregiment var til rådighed, da resten af regimentet var indsat i forsvaret af grænseposterne ved Al-Jaghbub og Siwa. Den 2/1. maskingeværbataljon var blevet sendt til Storbritannien. Dens plads var blevet overtaget af en britisk maskingeværbataljon, 1. Northumberland Fusiliers. 2/1. panserværnsregiment var ligeledes blevet sendt væk, så hver infanteribrigade havde dannet et panserværnskompagni, men der var mangel på 2-punds kanoner og kun 11 var til rådighed i stedet for de 27, der var brug for. Infanteribataljonerne manglede først og fremmest morterer, og der var knaphed på ammunition til Boys panserværns riffel.
For at opveje dette havde O'Connor udvidet brigadegeneral Edmund Herring divisionsartilleri med en del af 13. korps artilleri: 104. Essex Yeomanry regiment, som var udstyret med 16 25-punds kanoner, "F" batteriet fra Royal Horse Artillery med 12, 51. feltregiment med 24 og 7. mellemsvære regiment, Royal Artillery, som var udrustet med 2 60-punds, 8 6-tommer haubitser. Der var også to panserværnsregimenter, 3. og 106. regiment fra Royal Horse Artillery, udstyret med 2-punds og Bofors 37 mm kanoner.
De italienske kanonstillinger blev lokaliseret ved hjælp af positionsbestemmelse med lyd, som blev udført af 6. Survey Regiment, Royal Artillery. Stillingerne blev afdækket når de beskød australske patrulje, som nu blev sendt ud om natten for at kortlægge panserværnsgrøften og pigtrådsforhindringerne. Der blev taget luftfotografier med Westland Lysander fly fra No. 208 Squadron RAF, som blev eskorteret af Gloster Gladiator todækker jager fra No. 3 eskadrille RAAF. Den britiske efterretningstjeneste vurderede styrken af den italienske garnison til mellem 20.000 og 23.000 med 100 kanoner og afviste rapporter om 6 mellemtunge og 70 lette kampvogne som overdrevne - en alvorlig efterretningsfejl.
På et møde med Mackay juleaften 1940, besøgte O'Connor i 6. divisions hovedkvarter og pålagde ham at forberede et angreb på Bardia. O'Connor anbefalede at dette skulle bygges op omkring de 23 Matilda kampvogne fra oberstløjtnant R. M. Jerrram's 7. Royal Tank Regiment, som var i funktionsdygtig stand. Angrebet skulle kun foretages med to brigader, så der var en tredje til et efterfølgende angreb på Tobruk. Mackay delte ikke O'Connor's optimisme med hensyn til en let sejr og fortsatte ud fra den antagelse, at Bardia ville blive hårdnakket forsvaret, hvilket krævede et velplanlagt angreb, svarende til det som havde været nødvendigt for at gennembryde Hindenburglinjen i 1918. Planen som blev udformet af Mackay og hans stabschef, oberst Frank Berryman, omfattede et angreb mod den vestlige side af Bardia stillingen af brigadegeneral Arthur "Tubby" Allen's 16. infanteribrigade ved skæringspunktet mellem Gerfah og Ponticelli sektorerne. Et angreb på skæringspunktet mellem de to sektorer ville forvirre forsvaret. Stillingerne her var svagere end i Mereiga sektorer, jordbundne var velegnet til anvendelse af Matilda kampvognene og der var gode observationsmuligheder for artilleriet. Det var også mulighed for at angrebet kunne dele fæstningen i to. Brigadier Stanley Saviges 17. brigade skulle derefter udnytte hullet i stillingerne i den anden fase. Det meste af artilleriet, grupperet som "Frew Group" under den britiske oberstløjtnant J. H. Frowen skulle støtte 16. infanteribrigade, mens 17. infanteribrigade ville blive støttet af 2/2. feltregiment. Rent faktisk var artilleritætheden med 96 kanoner til et angreb på en 725 meter bred front sammenlignelig med slaget ved St. Quentin kanalen i september 1918, hvor 360 kanoner støttede et angreb på en front på 6,3 km. Mackay insisterede på at angrebet ville kræve 125 granater pr. kanon. Det måtte udskydes til 3. januar for at få så meget ammunition bragt frem.
Meget afhang af Western Desert Force's evne til at transportere brændstof, vand og forsyninger frem. 6. divisions assisterende generaladjudant og generalkvartermester oberst George Alan Vasey erklærede: "Dette er er Kvartermester krig." Erobrede italienske køretøjer og brændstof blev om muligt brugt til at bringe forsyninger frem. Den 12. december overtog et reserve mekaniseret transportkompagni 80 italienske 5 og 6 ton diesellastbiler, som var blevet taget ved Sidi Barrani. De fik selskab den 15. december af 50  7½-ton lastbiler, der ankom fra Palæstina. Men briterne var ikke vant til dieselmotorer, og mangel på reservedele, dårlig vedligeholdelse og hård brug under ørkenbetingelser kom snart til at betyde mange nedbrud. I slutningen af december var Western Desert Forces flåde af køretøjer nede på 40 % af styrkemålet.
Forsyninger var oplagret i 8. feltforsyningsdepot ved Sollum, hvor der blev bygget en kaj af ingeniørtropperne. Tropper fra 16. infanteribrigade begyndte at arbejde på havnen den 18. december. De fik hurtigt selskab af to pioner kompagnier fra Cypern-regimentet og en pioner-enhed fra Palæstina-regimentet. Forsyninger blev kørt til 8. feltforsyningsdepot af 4. mekaniserede newzealandske transportkompagni.
Havnen blev udsat for beskydning fra langtrækkende middelsvære kanoner i Bardia, som australierne kaldte "Bardia Bill", og italienske luftangreb. Kun et antiluftskytsbatteri kunne undværes til Sollum. Et luftangreb juleaftensdag dræbte eller sårede 60 newzealændere og cyprioter. Uden ordentlig flyvarsling var det meget svært at imødegå disse angreb. Men den 26. december opdagede og angreb otte Gloster Gladiators fra No. 3 Squadron RAAF ti Savoia-Marchetti SM.79 bombefly som blev eskorteret af 24 Fiat CR.42 todækker jagere over Sallum-bugten. Australierne hævdede, at de havde nedskudt to CR 42, mens tre Gladiatorer blev beskadiget.
Den 23. december ankom SS Myriel til Sollum med 3.000 ton vand, mens monitoren HMS Terror medbragte yderligere 200 ton. Vandet blev fyldt i lagertanke på Fort Capuzzo. Der blev gjort en indsats for at oplagre 8 dages brændstof og forsyninger i 8. felt forsyningslager og 500 granater til hver kanon. Indsatsen for at opnå dette forløb tilfredsstillende trops italienske luftangreb og sandstorme. Der blev gjort sidste-øjebliks forsøg på rette op på 6. divisions resterende udstyrsmangler. I løbet af de sidste dage inden slaget, blev der fremskaffet yderligere 95 køretøjer, hvoraf 80 blev brugt til at fragte ammunition. En forsendelse med 11.500 ærmeløse læderjakker til beskyttelse mod kulde og pigtråd blev udleveret og det samme blev 350 erobrede italienske pigtrådssakse. 17. infanteribrigade fik endelig sine 3-tommer morterer, men opdagede, at de ikke havde sigtemekanismer. En officer skyndte sig tilbage til Cairo for at få fat i dem i tide. Omkring 300 par handsker og 9.000 meter afmærkningsbånd ankom få timer inden angrebet. Handskerne nåede at blive fordelt, men afmærkningsbåndet nåede ikke frem til 16. infanteribrigade, så flannelstof til rensning af rifler blev revet i strimler og brugt i stedet.

## Slaget

### Operationer til søs og i luften
Der blev gennemført en række luftangreb mod Bardia i december, i håb om at overtale garnisonen til at trække sig tilbage. Da det først stod klart, at italienerne havde til hensigt at stå fast og kæmpe, ændrede prioriteterne sig og de italienske flybaser omkring Tobruk, Derna og Benina blev de foretrukne mål. Luftangrebene på Bardia blev genoptaget i dagene op til angrebet på jorden med 100 bombemissioner gennemført mellem 31. december 1940 og 2. januar 1941. Om natten mellem den 2. og 3. januar kom det til et klimaks med et særligt kraftigt luftangreb med Vickers Wellington bombefly fra No. 70 Squadron RAF og Bristol Bombay bombefly fra No. 216 Squadron RAF. Lysandere fra No. 208 Squadron RAF styrede artilleribeskydningen. Jagere fra No. 33 Squadron RAF, No. 73 Squadron RAF og No. 274 Squadron RAF patruljerede mellem Bardia og Tobruk.
Et flådebombardement blev gennemført om morgenen den 3. januar af slagskibene HMS Warspite, Valiant og Barham med deres destroyer eskorte. Hangarskibet HMS Illustrious bidrog med fly til artilleriobservation og jagerdækning. De trak sig tilbage efter at have affyret 244 15-tommers granater og overled det til HMS Terror og kanonbådene HMS Ladybird, Aphis og Gnat at fortsætte beskydningen under hele slaget. På et tidspunkt fik beskydning fra Terror en del af klippen nær byen til at styrte ned, og tog italienske kanonstillinger med i faldet.

### Indbrud
Angrebstropperne var tidligt oppe den 3. januar 1941, spiste morgenmad og fik et glas rom. De forreste kompagnier begyndte at rykke frem til startlinjen kl. 4.16. Artilleriet begyndte at skyde kl. 5.30. Da de krydsede startlinjen kom 2/1. infanteribataljon under oberstløjtnant Kenneth Eather, under italiensk morter og artilleribeskydning. Den forreste deling rykkede frem med pionerer fra 2/1. feltkompagni, som havde Bangalore torpedoer - 3 meter lange rør pakket med ammonal — da de italienske artillerigranater begyndte at ramme, fortrinsvis bag dem. En italiensk granat ramte den forreste deling og fik en Bangalore torpedo til at eksplodere, hvilket afstedkom fire døde og ni sårede. Torpedoerne blev skubbet ind under pigtråden med 50 meters intervaller. En fløjte gav signal til at de skulle sprænges, men kunne ikke høres for artilleribeskydningen. Oberst Eather blev nervøs og gav de nærmeste pionerer ordre til at sprænge deres torpedo. Dette blev hørt af de andre grupper, og de fulgte efter.
Infanteriet kom på fødderne og skyndte sig frem, mens pionererne skyndte sig med at nedbryde siderne på panserværnsgrøften med hakker og skovle. De rykkede frem mod en række poster, som blev holdt af 2. og 3. bataljon af det italienske 115. infanteriregiment. Post 49 og 47 blev hurtigt løbet over ende, og det samme blev post 46 i den anden række. I løbet af en halv time var post 48 også faldet og et andet kompagni havde taget post 45 og 44. De to resterende kompagnier rykkede nu forbi disse poster mod en lav stenmur da artilleriild begyndte at falde langs den ødelagte pigtråd. Italienerne kæmpede fra bagved muren indtil australierne var inde i den og angreb med håndgranater og bajonetter. Det lykkedes de to kompagnier at tage 400 fanger.
Oberstløjtnant F. O. Chiltons 2/2. bataljon opdagede, at det var bedst at blive ved med rykke frem, for hvis man gik i dækning havnene man midt i fjendens artilleribeskydning, som forvoldte yderligere tab. De australske tropper gjorde gode fremskridt, seks overgange til kampvogne blev gjort klar og miner mellem dem og pigtråden blev fundet. Fem minutter senere rykkede de 23 Matilda kampvogne frem ledsaget af 2/2. infanteribataljon. Da de passerede gennem hullerne svingede de til højre langs den dobbelt linje af poster..
Kl. 7.50 rykkede oberstløjtnant V. T. Englands 2/3. infanteribataljon ledsaget af Universal Carriers fra major Denzil MacArthur-Onslow's A eskadron af 2/6. kavaleriregiment afsted mod Bardia. Major J. N. Abbots kompagni rykkede frem til de italienske havne og angreb en gruppe sangarer. De italienske forsvarere blev fjernet med håndgranater. Kl. 9.20 havde alle kompagnier nået deres mål og de havde fået forbindelse med 2/1. infanteribataljon. Imidlertid stødte Bren gun carrierne på problemer, da de rykke frem under det indledende angreb. En blev ramt og ødelagt under fremrykningen og en anden langs  Wadi Ghereidia. 2/3. infanteribataljon blev nu angrebet af et halvt dusin italienske Fiat M13/40 kampvogne, som befriede en gruppe på 500 italienske fanger. Kampvognene fortsatte med at rumle sydpå mens de britiske besætninger i Matilda-erne "drak te og afviste rapporter om dem som en antipodisk overdrivelse". Til sidst blev de angrebet af en panserværns bataljon med tre 2-punds kanoner på ladvogne. Korporal A. A. Picketts kanon ødelagde fire af dem inden hans ladvogn blev ramt, hvilket dræbte en mand og sårede Pickett. De overlevende fik kanonen i gang igen og ødelagde en femte kampvogne. Ladvognen blev igen ramt af beskydning fra den sjette kampvogn, som dødeligt sårede en anden mand; men den blev også hurtigt ødelagt af en anden 2-punds kanon. Ved middag var 6.000 italienske fanger allerede nået frem til militærpolitiet ved opsamlingspunktet nær Post 45, eskorteret af stadig færre vagter som riffelkompagnierne kunne afse til opgaven. Den italienske forsvarsring var blevet gennembrudt og et forsøg på at stoppe det australske angreb ved de ydre forsvarsværker var slået fejl.

### Opfølgning
Major H. Wrigleys 2/5. infanteribataljon i brigadegeneral Stanley Saviges 17. infanteribrigade forstærket af to kompagnier fra oberstløjtnant T. G. Walkers 2/7. infanteribataljon overtog nu fremrykningen. Bataljonens opgave var at rydde "Triangelen", et sted på kortet, som blev skab af krydsningerne mellem tre stier nord for Post 16. Wrigleys styrke havde en lang og anstrængende anmarch og en stor del af den var foregået under italiensk granatbeskydning, som var tiltænkt 16. infanteribrigade. Mens de ventede på at det var deres tur til at rykke frem søgte styrken ly i Wadi Scemmas og dens bifloder. Wrigley indkaldte til en sidste koordinationskonference kl. 10.30, men klokken 10.20 blev han såret af et projektil og hans næstkommanderende major G. E. Sell tog over. Ved konferencen rapporterede den fremskudte observatør fra 2/2. feltregiment at han havde mistet kontakten til artilleriet og ikke kunne tilkalde artilleristøtte. En såret britisk leder af en kampvognsenhed meddelte at en af hans kampvogne var blevet ødelagt og at de andre tre manglede brændstof eller ammunition. Der ville ikke være kampvognsstøtte til rådighed inden de havde fået nye forsyninger. Sell besluttede at angrebet måtte gennemføres uden dem.
Artilleriet spærreild begyndte kl. 11.25 og fem minutter senere begyndte fremrykningen. Solen var nu kommet op og kaptajn C. H. Smiths D kompagni kom under effektiv beskydning fra maskingeværer og feltartilleri 600 meter mod nordøst. I løbet af få minutter var alle kompagniets officerer - undtagen en - og dets øverste underofficerer blev dræbt eller såret. C kompagniets kaptajn W. B. Griffiths trak sit kompagni tilbage til wadien og tilkaldte en gruppe 3-tommer morterer og en deling Vickers maskingeværer fra 1. bataljon af Northumberland Fusiliers for at få lagt ild på de italienske stillinger. Dette viste sig effektivt, og Griffiths kompagni og en deling arbejdede sig frem langs Wadi Scemmas, og indsamlede efterhånden 3.000 fanger.
I mellemtiden havde kaptajn D. I. A. Greens B kompagni af 2/7. infanteribataljon erobret Post 26, 27 og 24. Efter at Post 24 var blevet erobret ankom to Matilda kampvogne og hjalp med erobringen af Post 22. Da fangerne blev samlet sammen, skød en af dem Green så han døde, kastede derefter sin riffel fra sig og klatrede op af sit skyttehul med et bredt smil. Han blev straks smidt tilbage og et Bren maskingevær blev tømt i ham. Løjtnant C. W. Macfarlane, den næstkommanderende, måtte forhindre sine tropper i at bajonettere de øvrige fanger. Hændelsen blev set af italienerne på Post 25 ca. 400 meter væk, og de overgav sig straks. Med hjælp fra de to Matilda kampvogne kunne Macfarlane hurtigt erobre Post 20 og 23. På dette tidspunkt løb den ene kampvogn tør for ammunition; panserværnsild havde allerede skudt larvefødderne af en anden under angrebet på Post 20.  Trods det blev Post 18 og 21 erobret uden kampvognsstøtte men ved hjælp af den nu kendte taktik med granater, overskæring af pigtråd og angreb. Da mørket nærmede sig forsøgte Macfarlane at erobre Post 16, men forsvarerne slog ham til bage. Han trak sig tilbage til Post 18 for natten.
Efter at have hørt om tabene i 2/5. infanteribataljon sende brigademajor G. H. Brock kaptajn J. R. Saviges A kompagni fra 2/7. infanteribataljon af sted for at tage "Triangelen". Savige samlede sine delinger og med ildstøtte fra maskingeværer angreb han målet 2,7 km borte. Kompagniet erobrede otte feltkanoner, mange maskingeværer og næsten 200 fanger undervejs, men tab og nødvendigheden af at afse soldater til at eskortere fangene bort betød, at han kun havde 45 soldater tilbage da dagen var omme.
Oberstløjtnant A. H. L. Godfreys 2/6. infanteribataljon forventedes at demonstrere mod de sydvestlige hjørne af forsvarsringen, som blev holdt af 1. bataljon af det italienske 158. infanteriregiment og 3. bataljon af det italienske 157. infanteriregiment. I stedet, i det som en af militærhistorikere kalder et af de mest "katastrofale eksempler på en ledende officer, der ville gøre sig bemærket", besluttede Godfrey i stedet at indlede et angreb, på trods af de klare instrukser, han havde fået, og imod al grundlæggende militær logik og sund fornuft. Selv om det var dårligt planlagt og udført, lykkedes det Godfrey at erobre Post 7 og noget af Post 9, men Post 11 modstod stædigt.
Om aftenen kom brigadegeneral Savige frem til 2/5. infanteridivisions stilling for at fastslå situationen, som han præcist beskrev som "yderst forvirret, angrebet var ved at gå i stå." Savige valgte Walkers plan om et natangreb, som begyndte kl. 0.30. Macfarlane rykkede frem mod Post 16. Han sendte en deling rundt om flanken for i stilhed at klippe pigtråden over på den vestlige side, mens hans førte en anden deling mod den nordlige side. En Bren maskingeværskytte begyndt at skyde for tidligt og alarmerede forsvarerne, men Macfarlanes folk var i stand til at løbe posten over ende. Den samme taktik blev brugt til at erobre Post R11. Macfarlane skulle erobre Post R9, men kunne ikke finde den i mørket. Hans tropper forsøgte at erobre den ved daggry, men forsvarerne var opmærksomme og reagerede med kraftig beskydning. Med hjælp fra en to-tommers morter lykkedes et nyt forsøg.
I mellemtiden var kaptajn G. H. Hallidays D kompagni rykket sydpå mod Post 19. Han tiltrak sig forsvarernes opmærksomhed med en demonstration fra en deling foran posten, mens resten af kompagniet rykkede rundt om posten og angreb den i stilhed bagfra. Denne manøvre overraskede forsvarerne og D kompagniet erobrede posten — og 73 fanger kl. 2.30. Halliday gentog taktikken mod Post 14, som blev taget kl. 4.00 med 64 fanger. Erobringen af disse to poster kostede en australsk død og syv sårede. Et tredje forsøg mod Post 17 slog fejl. De foregående angreb havde alarmeret posten og D kompagniet kom under kraftig beskydning fra morterer og maskingeværer. Et voldsomt slag rasede indtil posten faldt kort før daggry. Yderligere 103 italienere blev taget til fange for en pris af to australske døde og ni sårede. Med tabene og mænd afsat til at eskortere fanger faldt kompagniets styrke til 46 mand og Halliday valgte at gøre holdt for natten.
Selv om den australske fremgang havde været langsommere end den som blev opnået i indbruds-fasen havde 17. infanteribrigade opnået bemærkelsesværdige resultater. Yderligere ti poster, hvilket svarede til 3 km af forsvarsringen var blevet erobret Switch Linjen var blevet gennembrudt og tusinder af italienske forsvarer var blevet taget til fange. For italienerne ville det blive yderst vanskeligt at stoppe den australske fremrykning.

### Bardia falder
Om eftermiddagen den 3. januar mødtes Berryman med Allen, Jerram og Frowen i Allens hovedkvarter ved Post 40 for at diskutere planerne for den kommende dag. Det blev vedtaget, at Allen skulle rykke mod Bardia og dele fæstningen i to, med støtte fra Frowens kanoner, alle disponible kampvogne, MacArthur-Onslow's Bren gun køretøjer og 2/8. infanteribataljon, som Mackay netop havde tilkaldt fra reserven. Allen udstedte ordrer i overensstemmelse hermed. I løbet af eftermiddagen blev 6. kavaleriregiment trukket tilbage som brigadens reserve og 2/5. infanteribataljon afløste 2/2. så den kunne rykke frem den følgende dag. Den aften kom Berryman til den konklusion, at med mindre det italienske forsvar snart brød sammen ville 16. og 17. infanteribrigade snart blive ude af stand til a trænge videre frem og brigadegeneral Horace Robertsons  19. brigade ville skulle indsættes. Mackay så mere optimistisk på situationen, og huskede Berryman på, at hans ordrer havde været at erobre Bardia med kun to brigader. Mens de diskuterede sagen ankom O'Connor og Harding til 6. divisions hovedkvarter, og O'Connor var straks villig til at ændre planen.
2/1. infanteribataljon indledte fremrykningen som planlagt kl. 9, en den forreste deling kom under kraftig maskingeværild fra Post 54, og italiensk artilleri ødelagde mortererne som støttede fremrykningen. 3. regiment af Royal Horse Artillery gik i kamp med de italienske kanoner og delingen trak sig tilbage. OBerst Eather organiserede herefter et formelt angreb mod Post 54 til kl. 13.30 efter et bombardement af posten med artilleri og morterer. De italienske kanoner blev gjort stille da en australsk granat sprang i et nærliggende ammunitionslager. Herefter erobrede australierne posten. Næsten en tredjedel af forsvarerne var blevet dræbt under kampen. De resterende 64 overgav sig. Dette førte til et generelt kollaps af de italienske stillinger mod nord. Post 56 og 61 overgav sig uden kamp og hvide flag blev hejst over Post 58, 60, 63 og 65 samt ved kanonstillingerne nær Post 58. Da natten faldt på var Eathers mænd rykket frem til Post 69 og kun de 14 nordligste poster holdt stadig ud i Gerfan sektoren.
Oberst Englands 2/3. infanteribataljon blev støttet af kanoner fra 104. regiment af Royal Horse Artillery og en trop fra 7. kampvognsregiment. Kampvognene var forsinkede og England udskød sit angreb til 10.30. Bataljonen kom under artilleribeskydning, fortrinsvis fra et batteri nord for Bardia, som derpå blev angrebet og bragt til stilhed af 104. regiment af Royal Horse Artillery. Fremrykningen blev genoptaget, blot for at blive beskudt med maskingeværer og artilleri fra Wadi el Gerfan. En otte mands sektion under underkorporal F. W. Squires blev sendt af sted for rekognoscere wadien, men angreb i stedet et batteri og vendte tilbage med 500 fanger. Det viste sig at wadien indeholdt et stort antal italienske soldater fra tekniske enheder, som ikke var trænet til kamp og overgav sig i stort tal. Et kompagni tog over 2.000 fanger, heriblandt 60 officerer.
Brigademajoren, major, Major I. R. Campbell, beordrede MacArthur-Onslow, hvis maskingevær køretøjer dækkede Englands fremrykning til at tage Hebs el Harram, det højtliggende område over vejen til byen Bardia. MacArthur-Onslows køretøjer fandt et italiensk hospital med 500 patienter, heriblandt flere australiere og 3.000 ikke-sårede italienere. Han efterlod en lille gruppe ved hospitalet under korporal M. H. Vause, som kunne tale noget italiensk, hvorefter MacArthur-Onslow fortsatte videre med to køretøjer til Hebs el Harram, hvor de tog mere end 1.000 fanger. Kampvognene og resten af A eskadronen fortsatte ad vejen til Bardia under periodisk artilleribeskydning, fulgt af C kompagniet fra 2/3. infanteribataljon. Kolonnen nåede ind i byen kl. 16.00 mens dens kampvogne af og til affyrede en granat.
2/2. infanteribataljon, støttet af tre Matilda kampvogne og kanonerne fra 7. middelsvære regiment, rykkede ned gennem Wadi Scemmas mod et italiensk fort på et højdedrag syd for Bardia. Efter nogle timers klatring nåede 2/2 op og angreb fortet kl. 16.45. Inde i fortet var der to 6-tommer kanoner, to feltkanoner og fem andre kanoner. Heldigvis var 6-tommer kanonerne til kystforsvar og kunne ikke skyde ind i landet. En af kampvognene kørte direkte mod fortets port. Italienerne åbnede porten og kampvognen kørte ind og tog garnisonen på 300 til fange. D kompagniet fulgte herefter en gedesti som førte til det nedre Bardia. Tusinder blev taget til fange, fortrinsvis fra støtteenheder. To maskingeværkøretøjer fra 2/5. infanteribataljon, som patruljerede nær kysten tog 1.500 fanger. Kaptajn N. A. Vickery, en fremskudt observatør for 2/1. feltregiment angreb et italiensk batteri i sit Bren gun køretøj og tog 1.000 til fange.
Ved slutningen af den anden dag var titusinder af forsvarer blevet dræbt eller fanget. De resterende garnisoner i Gerfan og Ponticelli sektorerne var fuldstændig isolerede. De logistiske og administrative enheder var ved at blive løbet over ende. I anerkendelse af at situationen var håbløs var general Bergonzoli og hans stab taget af sted til fods mod Tobruk i løbet af eftermiddagen i en gruppe på omkring 120 mand. General Giuseppe Tellera, lederen af den 10. italienske armé. overvejede muligheden for at sende en undsætningsstyrke til Bardia; men endte med at konkludere, at sådan en operation ikke havde nogen chance for at lykkes.

### Afsluttende fremstød
Om morgenen den 5. januar indledte 19. infanteribrigade sit angreb mod Meriega sektoren med udgangspunkt fra Bardia vejen og efter en krybende spærreild sydpå med støtte fra seks Matilda kampvogne - alle de som stadig fungerede. De andre var blevet ramt af granater, ødelagt af miner eller var bare brudt ned. Kompagnicheferne i den forreste bataljon, 2/11. infanteribataljon fik ikke deres endelige ordrer før 45 minutter før angrebets start, og da var startlinjen fem km borte. Som følge heraf var bataljonen forsinket og det planlagte angreb med to kompagnier blev udført af blot et enkelt: kaptajn Ralph Honners C kompagni, som dog havde alle seks Matilda kampvogne til rådighed. Honners måtte bogstavelig talt jagte efter spærreilden og havde kun lige indhentet den inden den sluttede. Da de rykkede frem, kom de under beskydning fra venstre, højre og forfra; men tabene var lette. De fleste stillinger overgav sig når infanteriet og kampvognene nærmede sig; men det formindskede ikke beskydningen fra posterne længere borte.  Kl. 11.15 havde C kompagniet nået Switch Linjen og erobret Post R5 og derpå R7. B kompagniet fulgte efter til venstre, ryddede Wadi Meriega, hvor de fangede generalløjtnant Ruggero Tracchia og brigadegeneral Alessandro de Guidi, lederne af hhv. 62. og 63. infanteridivision. På dette tidspunkt gjorde Honner holdt for at konsolidere sin stilling og tillade oberstløjtnant Ivan Doughertys 2/4. infanteribataljon at passere igennem. Honner modtog imidlertid overgivelsen fra Post 1, 2 og 3 og hans mænd holdt ikke op med at rykke frem.
I mellemtiden var de italienske garnisoner i færd med at overgive sig til 16. infanteribrigade og støttegruppen for 7. pansrede division udenfor fæstningen;  2/8. infanteribataljon havde taget området over Wadi Meriega og 2/7. infanteribataljon havde erobret Post 10, 12 og 15. Oberst Godfrey var forbløffet over at opdage at 2/11. infanteribataljon havde erobret Post 8. Maskingevær delingen i 2/6. infanteribataljon havde angrebet og erobret Post 13 mens 2/11. erobrede Post 6. Den eneste post, som nu holdt ud var Post 11. 2/6. infanteribataljon fornyede sit angreb med infanteriet i angreb fra fronten mens maskingeværkøretøjerne angreb fra ryggen. De fik selskab af Matildaer fra området ved Post 6. På dette tidspunkt sænkede den italienske kommandant, som var blevet såret i slaget sit flag og hejste det hvide. Omkring 350 italienske soldater overgav sig ved Post 11. Inde i posten fandt australierne to feltkanoner, 6 panserværnskanoner, 12 middelsvære maskingeværer og to 3-tommers morterer. Godfrey opsøgte den italienske post kommandør, som var et britisk Military Cross, som han havde fået under 1. verdenskrig, og trykkede hans hånd. "På en slagmark, hvor italienske tropper ikke vandt megen hæder", skrev Gavin Long senere, "tilhørte de sidste som overgav sig en garnison, hvis resolutte kamp kunne have givet hæder til enhver hær."

## Efterspil

### Analyse
Sejren ved Bardia gjorde det muligt for de allierede styrker at fortsætte deres fremrykning ind i Libyen og erobre næsten hele Cyrenaica. Som det første slag i krigen, der blev ledet af en australsk general, planlagt af en australsk stab og udkæmpet af australske tropper var Bardia af stor interesse for den australske offentlighed. Lykønskninger strømmede ind og rekrutteringen til det Australske Imperie Styrke voksede kraftigt. John Hetherington, en krigskorrespondent rapporterede, at: 
 Mænd som siden barnsben havde læst og hørt om den første Australske imperiestyrkes bedrifter i kamp, som havde meldt sig og trænet i skyggen af deres fædres ry som soldater, var kommet gennem deres prøvelse i kamp og havde skabt deres eget ry.

 — Hetherington
Mackay skrev i sin dagbog den 6. januar, at "Tyskerne han umuligt holde sig ude af Afrika nu." I Tyskland var Adolf Hitler ikke bekymret over de militære følger af tabet af Libyen, men stærkt foruroliget over udsigten til at politisk modgang kunne føre til Mussolinis fald. Den 9. januar 1941 afslørede han sine hensigter overfor højtstående medlemmer af Wehrmacht om at sende tyske tropper til Nordafrika i Unternehmen Sonnenblume; herefter spillede tyske tropper en vigtig rolle under kampene i Nordafrika.
Indenfor 6. division var der beskyldninger over det som blev set som at Berryman favoriserede Robertson, som også var linjeofficer og havde eksamen fra Royal Military College, Duntroon i et forsøg på at bevise, at linjeofficerer skulle lede tropperne. Savige mente, at nogle af 17. infanteribrigades vanskeligheder skyldtes Berryman, gennem en overdetaljeret og kompliceret slagplan. 6. division var heldig med at stå overfor et planlagt slag, den type, som bedst passede til dens 1. verdenskrigs-baserede doktrin og træning. Tiltro og erfaring blev skabt og ledere og stabe fik vigtige taktiske erfaringer med fra slaget. Den officielle australske historiker, Gavin Long anså Bardia for "en sejr for modig rekognoscering, for dristig men alligevel omhyggelig planlægning, for en artilleriplan, som undertvang fjendens ild på det rigtige tidspunkt og et hurtigt og fortsat infanteriangreb, som skabte et hul i fjendens linje." At tilskrive successen til kampvognene eller artilleriet var "at opføre Hamlet uden prinsen."
I 2010 skrev Stockings at italienerne var hæmmet af et fejlagtigt forsvarskoncept og dårligt designede og opførte forposter, blev svækket af tidligere tab, forkert doktrin, ringere våben (især artilleri) og manglede midler til at imødegå de britiske kampvogne. Selv om det var en betydelig sejr, er en tro om at australierne havde tvunget sig vej gennem "uigennemtrængelige" italienske befæstninger mod overvældende odds og numerisk underlegenhed, fejlagtig, da hovedparten af den italienske garnison var blevet placeret i bag. De numeriske og tekniske fordele ved fronten "var som oftest ikke til fordel for angriberne". Stockings skrev, at den ide voksede frem i ANZAC traditionen, at det var en "David og Goliath" kamp mellem en lille gruppe beslutsomme angribere mod horder af italienske forsvarere, som præsenteret i historiebøger ikke er sand. Analyser viser, at "Anzac-orienterede forklaringer er mangelfulde". Vigtigheden af slaget om Bardia, lå i den udfordring den kunne udgøre for en bredere kreds af australsk militær og dens historikere, "når nationale myter møder militær historie".

### Tab
Det vurderes, at 36.000 italienske soldater blev taget til fange ved Bardia, 1.703 (heriblandt 44 officerer) blev dræbt og 3.740 (heriblandt 138 officerer) blev såret Nogle få tusinde (heriblandt General Bergonzoli og tre af hans divisionschefer undslap til Tobruk til fods eller i både. De allierede erobrede 26 kystforsvarskanoner, 7 middelsvære kanoner, 216 feltkanoner, 146 panserværnskanoner, 12 middelsvære kampvogne, 115 L3'er og 708 køretøjer. De australske tab var på i all 130 døde og 326 sårede.

### Efterfølgende begivenheder
Bardia blev ikke en vigtig forsyningshavn, da forsyninger med skib fortsatte med at blive sendt gennem Sollum; men den blev en vigtig kilde til vand, efter reparation af den store pumpestation, som italienerne havde installeret til at betjene byen og Fort Capuzzo. Aksestyrker genbesatte byen i april 1941, under Unternehmen Sonnenblume Rommels første offensiv i Cyrenaica. Yderligere kampe fandt sted mellem 31. december 1941 – 2. januar 1942, inden Bardia blev generobret af 2. Sydafrikanske division. Bardia skiftede igen hænder i juni, da den blev besat af aksestyrker for 3. gang og blev generobret en sidste gang i november uden modstand, efter den allierede sejr i Andet slag om el-Alamein.

## Eksterne kilder
- Erobringen af Bardia (engelsk)

31°46′N 25°06′Ø / 31.767°N 25.100°Ø